# Roncus caucasicus
Roncus caucasicus är en spindeldjursart som först beskrevs av Beier 1962.  Roncus caucasicus ingår i släktet Roncus och familjen helplåtklokrypare. Inga underarter finns listade i Catalogue of Life.